# Zaparcie się św. Piotra (obraz Rembrandta)
Zaparcie się św. Piotra (hol. De verloochening van Petrus) – obraz olejny na płótnie holenderskiego malarza Rembrandta z 1660 roku, przedstawiający nowotestamentalną scenę opisaną w Ewangeliach.
Głównym tematem dzieła jest zdrada Piotra Apostoła zapowiedziana przez Chrystusa podczas Ostatniej Wieczerzy. Piotr gestem lewej ręki zaprzecza oskarżeniom osób spotkanych u Kajfasza. W scenie pojawiają się, oprócz oświetlonego jasno Piotra, służąca i dwóch żołnierzy w zbrojach. W tle po prawej stronie skuty Chrystus obracający się i spogladający na Apostoła.
Obraz jest sygnowany: REMBRANDT 1660. Ma rozmiary 154 × 169 cm. Do kolekcji muzealnej trafił wraz z Portretem Tytusa w stroju mnicha 10 lipca 1933 roku, odkupiony od Związku Radzieckiego. Wcześniej, od 1781 roku stanowił część kolekcji Ermitażu. Muzealny numer katalogowy SK-A-3137.